# フォー・ホワット・イッツ・ワース
「フォー・ホワット・イッツ・ワース」（原題： For What It's Worth (Stop, Hey What's That Sound)）は、スティーヴン・スティルスが作詞作曲し、バッファロー・スプリングフィールドが1966年に発表した楽曲。アルバム『バッファロー・スプリングフィールド』のセカンド・プレスをはじめとするその他の編集盤での邦題は「フォー・ホワット」とされている。

## 概要
60年代のカウンターカルチャーの高まりの中で発表され、反戦歌として多くの人々に広まった本作品であるが、実際はウェスト・ハリウッド、サンセット大通りのサンセット・ストリップの区域で起こった暴動(Sunset Strip curfew riots)に触発されてスティーヴン・スティルスが書いたものである。バッファロー・スプリングフィールドはレコード・デビュー前の1966年5月から6月にかけて、サンセット・ストリップにあるナイトクラブ「ウィスキー・ア・ゴーゴー」のハウス・バンドであった。
当時サンセット・ストリップにはロック・ミュージックを中心とするクラブがいくつもあった。若者たちが夜遅くまでひしめき合っていたことから、これを快く思わない地元の住民と企業が市当局に働きかけ、当局は夜10時を門限とする夜間外出禁止の措置をとった。1966年11月12日の夜、クラブのひとつ「パンドラズ・ボックス」の周辺で1000人規模のデモ集会が開かれ、警官隊と衝突。デモに参加した若者の中にはジャック・ニコルソンとピーター・フォンダも含まれており、彼らもこのとき警官に捕縛された。結果、「パンドラズ・ボックス」は閉鎖に追い込まれた。
スティルスは抗議の意味を込めて本作品を書き、同年12月5日にロサンゼルスのコロムビア・スタジオでレコーディングを行った。12月23日、シングルA面として発表。B面はニール・ヤングが作詞作曲しリッチー・フューレイがリード・ボーカルをとった「Do I Have to Come Right Out and Say It」。
1967年3月25日から4月1日にかけてビルボード・Hot 100で2週連続7位を記録し、ゴールドディスクに輝いた。それを受けて、1966年12月にリリースされたファースト・アルバム『バッファロー・スプリングフィールド』の初回プレスの後、「ベイビー・ドント・スコールド・ミー」を「フォー・ホワット・イッツ・ワース」に差し替え、曲順をマイナー・チェンジしたセカンド・プレスが1967年4月にリリースされた。
「ローリング・ストーンの選ぶオールタイム・グレイテスト・ソング500」の2004年版、2010年版で、ともに63位にランクされている。

## カバー・バージョン
- ザ・ステイプル・シンガーズ - 1967年のシングル。
- ルー・ロウルズ - 1968年のアルバム『Feelin' Good』に収録。
- シェール - 1969年のアルバム『3614 Jackson Highway』に収録。
- ミリアム・マケバ - 1970年のアルバム『Keep Me in Mind』に収録。
- セルジオ・メンデス&ブラジル'66 - 1971年のアルバム『Stillness』に収録。
- デヴィッド・キャシディ - 1974年のライブ・アルバム『Cassidy Live!』に収録。
- パブリック・エナミー - 1998年発表の楽曲「He Got Game」でサンプリング。同曲ではスティルスもレコーディングに参加している。
- ヒュー・コーンウェル - 2000年のコンピレーション・アルバム『Punk Gate - The Great Rock 'N' Roll Cover Up!!』に収録[9]。
- メラニー - 2002年のシングル「Dust in the Wind」に収録。
- オジー・オズボーン - 2005年のアルバム『アンダー・カヴァー』に収録。
- キッド・ロック - 2013年のコンピレーション・アルバム『ONE Presents agit8 - The Power of Protest Songs』に収録。
- アン・ウィルソン - 2015年のEP「The Ann Wilson Thing! #1」に収録。
- ヘイリー・ラインハート - 2017年のアルバム『What's That Sound?』に収録。